# The Best of Santana
Albums de Santana
Spirits Dancing in the Flesh
(1990) The Definitive Collection
(1992)
Singles
1. Europa (Earth's Cry Heaven's Smile)[1]
Sortie : 1991

The Best of Santana est une compilation du groupe Santana. Elle fut publiée le 10 avril 1991 par Columbia Records/Sony Music.

## Historique
Elle a été conçu par l'équipe Special Marketing de Sony Music Entertainment France, compilée par Olivier Goulon et sa sortie fut réservée principalement à l'Europe. Elle regroupe principalement des titres allant de 1969 à 1979, à l'exception de Veracruz paru en 1987.
Cette compilation est aussi sortie sous forme de double compact disc. Un peu plus complète, elle présente aussi des titres des albums parus dans les années 1980 y compris deux titres de l'album solo de Carlos Santana, Havana Moon.
Néanmoins, sur les deux versions, ne figure aucun titre des albums suivants, Caravanserai (1972), Welcome (1973), Borboletta (1974) et Beyond Appearances (1985).
Cette compilation a été certifiée disque de platine en France.

## Liste des titres

### Version simple
| No  | Titre                                 | Auteur                                        | de l'album          | Durée      |
| --- | ------------------------------------- | --------------------------------------------- | ------------------- | ---------- |
| 1.  | She's Not There                       | Rod Argent                                    | Moonflower, 1977    | 4 min 04 s |
| 2.  | Black Magic Woman / Gypsy Queen       | Peter Green, G. Szabo                         | Abraxas, 1970       | 5 min 20 s |
| 3.  | Carnaval                              | Carlos Santana, Tom Coster                    | Festival, 1977      | 2 min 18 s |
| 4.  | Let the Children Play                 | Santana, Leo Patillo                          | Festival, 1977      | 2 min 37 s |
| 5.  | Jugango                               | Santana, José Areas                           | Festival, 1977      | 2 min 10 s |
| 6.  | Samba Pa Ti                           | Santana                                       | Abraxas, 1970       | 4 min 32 s |
| 7.  | No One to Depend On                   | Mike Carabello, Thomas Escovedo, Gregg Rolie  | Santana III, 1971   | 5 min 30 s |
| 8.  | Evil Ways                             | Clarence "Sonny" Henry                        | Santana, 1969       | 3 min 53 s |
| 9.  | Oye Como Va                           | Tito Puente                                   | Abraxas, 1970       | 4 min 16 s |
| 10. | Soul Sacrifice                        | Santana Band                                  | Santana, 1969       | 6 min 37 s |
| 11. | Europa (Earth's Cry Heaven's Smile)   | Santana, Coster                               | Amigos, 1976        | 4 min 59 s |
| 12. | Dealer/Spanish Rose                   | Santana, Jim Capaldi                          | Inner Secrets, 1978 | 5 min 50 s |
| 13. | Dance Sister Dance (Baila Mi Hermana) | Leon "Ndugu" Chancler, David Robinson, Coster | Amigos, 1976        | 8 min 14 s |
| 14. | Veracruz                              | Santana, Rollie, Buddy Miles, Jeffrey Cohen   | Freedom, 1987       | 4 min 24 s |
| 15. | Lightning In the Sky                  | Santana, Chris Solberg                        | Marathon, 1979      | 3 min 49 s |
| 16. | Aqua Marine                           | Santana, Pasqua                               | Marathon, 1979      | 5 min 31 s |

### Version double compact disc

#### Disc 1
| No  | Titre                                 | Auteur                                              | de l'album          | Durée      |
| --- | ------------------------------------- | --------------------------------------------------- | ------------------- | ---------- |
| 1.  | She's Not There                       | Rod Argent                                          | Moonflower, 1977    | 4 min 04 s |
| 2.  | Black Magic Woman / Gypsy Queen       | Peter Green, G. Szabo                               | Abraxas, 1970       | 5 min 20 s |
| 3.  | Carnaval                              | Carlos Santana, Tom Coster                          | Festival, 1977      | 2 min 18 s |
| 4.  | Let the Children Play                 | Santana, Leo Patillo                                | Festival, 1977      | 2 min 37 s |
| 5.  | Jugango                               | Santana, José Areas                                 | Festival, 1977      | 2 min 10 s |
| 6.  | No One to Depend On                   | Mike Carabello, Thomas Escovedo, Gregg Rolie        | Santana III, 1971   | 5 min 30 s |
| 7.  | Treat                                 | Santana Band                                        | Santana, 1969       | 4 min 43 s |
| 8.  | Evil Ways                             | Clarence "Sonny" Henry                              | Santana, 1969       | 3 min 53 s |
| 9.  | Oye Como Va                           | Tito Puente                                         | Abraxas, 1970       | 4 min 16 s |
| 10. | Dealer/Spanish Rose                   | Santana, Jim Capaldi                                | Inner Secrets, 1978 | 5 min 50 s |
| 11. | Dance Sister Dance (Baila Mi Hermana) | Leon "Ndugu" Chancler, David Robinson, Coster       | Amigos, 1976        | 8 min 14 s |
| 12. | Open Invitation                       | Santana, Lambert, Potter, Greg Walker, David Margen | Inner Secrets, 1978 | 4 min 45 s |
| 13. | Changes                               | Cat Stevens                                         | Zebop!, 1981        | 4 min 27 s |
| 14. | The Sensitive Kind                    | J.J. Cale                                           | Zebop!, 1981        | 3 min 32 s |
| 15. | Searchin'                             | Santana, Solberg, Alex Ligertwood                   | Zebop!, 1981        | 3 min 54 s |
| 16. | Lightning In the Sky                  | Santana, Chris Solberg                              | Marathon, 1979      | 3 min 49 s |
| 17. | Aqua Marine                           | Santana, Pasqua                                     | Marathon, 1979      | 5 min 31 s |

#### Disc 2
| No  | Titre                               | Auteur                                                   | de l'album          | Durée      |
| --- | ----------------------------------- | -------------------------------------------------------- | ------------------- | ---------- |
| 1.  | Europa (Earth's Cry Heaven's Smile) | Santana, Coster                                          | Amigos, 1976        | 4 min 59 s |
| 2.  | Dawn / Go Within                    | Santana, Coster                                          | Moonflower, 1977    | 2 min 43 s |
| 3.  | Well... All Right                   | Norman Petty, Buddy Holly, Jerry Allison, Joe B. Mauldin | Inner Secrets, 1978 | 4 min 09 s |
| 4.  | One Chain (Don't Make No Prison)    | Dennis lambert, Brian Potter                             | Inner Secrets, 1978 | 7 min 13 s |
| 5.  | Jin-Go-Lo-Ba                        | Babatunde Olatunji                                       | Santana, 1969       | 4 min 21 s |
| 6.  | Soul Sacrifice                      | Santana Band                                             | Santana, 1969       | 6 min 37 s |
| 7.  | Samba Pa Ti                         | Santana                                                  | Abraxas, 1970       | 4 min 32 s |
| 8.  | Mother's Daughter                   | Rolie                                                    | Abraxas, 1970       | 4 min 25 s |
| 9.  | Floor D' Luna (Moonflower)          | Coster                                                   | Moonflower, 1977    | 5 min 01 s |
| 10. | Daughter of the Night               | Hasse Huss, Mikael Rickford                              | Havana Moon, 1983   | 4 min 18 s |
| 11. | Hold On                             | Ian Thomas                                               | Shangó, 1982        | 4 min 33 s |
| 12. | I'll Be Waiting                     | Santana                                                  | Moonflower, 1978    | 5 min 20 s |
| 13. | Watch Your Step                     | R.L. Phelps, Doug Phelps                                 | Havana Moon, 1983   | 4 min 01 s |
| 14. | Veracruz                            | Santana, Rollie, Buddy Miles, Jeffrey Cohen              | Freedom, 1987       | 4 min 24 s |
| 15. | Stand Up                            | Santana, Solberg                                         | Marathon, 1979      | 4 min 02 s |
| 16. | Sans titre                          | David Margen                                             | Marathon, 1979      | 1 min 39 s |

## Charts & certification
Charts album
| Pays             | Durée du classement | Meilleur classement | Date             |
| ---------------- | ------------------- | ------------------- | ---------------- |
| Allemagne        | 10 semaines         | 49e                 | 6 septembre 1993 |
| Espagne          | 1 semaine           | 85e                 | 8 avril 2007     |
| France           | 2 semaines          | 7e                  | 14 juin 1991     |
| Nouvelle-Zélande | 9 semaines          | 38e                 | 5 mai 1996       |

Certification
| Pays   | Certification | Ventes    | Date            |
| ------ | ------------- | --------- | --------------- |
| France | Platine       | 300 000 + | 12 février 1995 |